# ウリ共和党

大韓愛国党時代のロゴ

ウリ共和党（うりきょうわとう）は、韓国の保守政党。稀にわが共和党（わがきょうわとう）とも表記される。2017年8月30日設立。2019年6月24日までの旧名は大韓愛国党（だいかんあいこくとう、朝鮮語:  대한애국당）。朴槿恵の無罪釈放を主張し、韓国では極右と見なされていた。2020年3月3日に保守系泡沫政党との統合で自由共和党となり消滅した。

## 概要
韓国では朴槿恵元大統領を支持する人々（親朴派）が2017年4月にセヌリ党を発足させたが、党内対立から趙源震とその支持者達が同年6月までに相次いで除名処分を受けた。これを受け、趙源震や許坪桓などが中心となって同年8月30日に新たな親朴派政党として大韓愛国党が結成された。
その後、大韓愛国党は2019年6月15日に自由韓国党を離党した洪文鐘と親朴派新党の「新共和党」を結成する計画を明らかにし 、同年6月24日に趙源震と洪文鐘を共同代表とした上で党名を「ウリ共和党」に変更した。だが、党運営の方法を巡る対立から洪文鐘が親朴新党結成の計画を明らかにした為、2020年2月10日にウリ共和党は洪文鐘を除名処分とした。
2020年2月20日、ウリ共和党は金文洙元国会議員が率いる自由統一党と統合することで合意し、同年3月3日の自由共和党発足と同時に消滅した。
ウリ共和党は、朴槿恵の弾劾無効と崔順実ゲート事件の冤罪を主張する集会（いわゆる太極旗集会）を積極的に開催することで知られていた。また、「ウリ共和党」へ改名する過程に朴槿恵が深く関わっていたことから、朴槿恵がウリ共和党を介して獄中から政治に関与する可能性を指摘されたこともあった。